# Volkswagen Jetta
O Jetta é um sedan de segmento C ("médio" no Brasil) da Volkswagen. Produzido desde 1979, utiliza base do Volkswagen Golf e é fabricado Alemanha e no México. O Jetta tem sido comercializado há mais de cinco gerações com diversos nomes: Atlantic, Bora, Jetta City, Fox, Jetta, Sagitar, Vento e Golf Sedan.

## Versões no Mercado Brasileiro

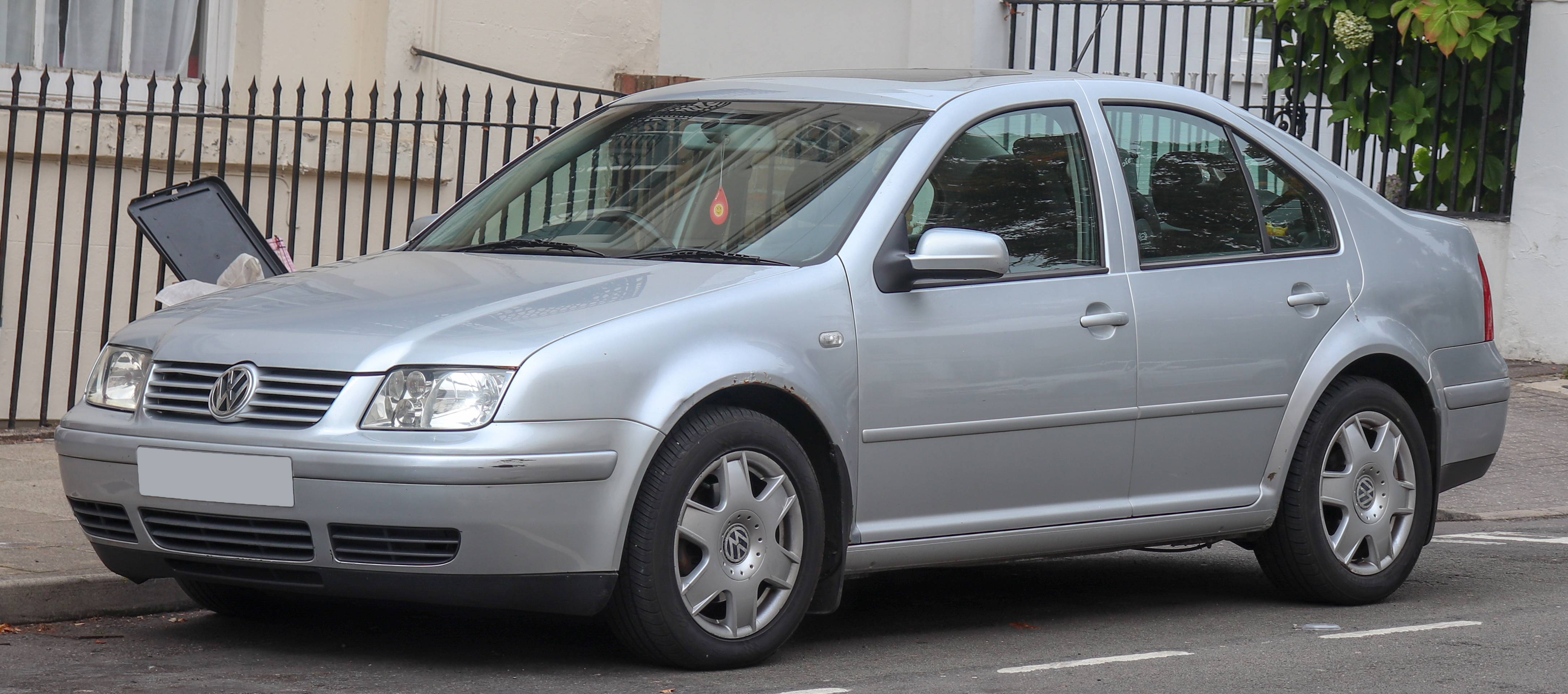
Volkswagen Bora (4ª geração), por ser mais barato, modelo coexistiu com o Jetta de 5ª geração por 6 anos

### Volkswagen Bora e Jetta de 5ª geração
Desde 1999, a Volkswagen comercializa o sedãn médio no Brasil, durante quase todo este período o modelo foi importado do México. A 4ª geração do modelo foi a primeira a chegar, sendo chamada de Volkswagen Bora. O modelo, em versão única de acabamento era equipada com o mesmo motor a gasolina do Golf brasileiro, o EA 113 2.0, que mais tarde, em 2002, passou a equipar também o Polo e o Polo Sedan. O modelo podia vir com câmbio manual de 5 marchas ou automático Tiptronic de 4 marchas.
Em 2005 chegou a 5ª geração já com o nome de Jetta. O modelo chegou em também versão única, equipada com motor 2.5 de 5 cilindros e 20 válvulas. Esta versão entusiasmou a VW neste mercado, que na época tinha o Passat e o Santana no segmento dos sedãs de grande porte. Os dois modelos coexistiram até 2011, quando foram sucedidos pela 6ª geração que manteve o nome da predecessora imediata.

### Jetta de 6ª geração
A partir de 2011, a VW passou a trazer do México a 6ª geração do Jetta, deixando de importar o Bora, que ainda era produzido lá. O modelo chegava nas versões Comfortline e Highline. A primeira equipada com o mesmo motor EA 113 2.0 de 8 válvulas flex, usados no Golf e na linha Polo, e duas opções de transmissão, a manual de 05 marchas e automática de 6 marchas tiptronic com opção de trocas no volante. A Highline vinha equipada com o motor EA 888 2.0 16V Turbo e apenas transmissão automatizada DSG de dupla embreagem, versão que consagrou o modelo.
Com o sucesso do modelo e o encerramento da produção da Kombi e da linha Polo, abriu espaço na fábrica de São Bernardo do Campo para um breve período entre 2015 e 2016 no qual ele foi fabricado no Brasil.
Para a linha 2016, ainda em 2015, o Jetta passou por um pequeno facelift: novos faróis dianteiros e traseiros, novo volante e apliques em black-piano no painel, além de novos modelos de rodas e uma nova versão de entrada: a Trendline, equipada com o mesmo motor da Comfortline. Todas as versões passaram a ser equipadas apenas com câmbio automático Tiptronic (Jetta Comfortline) e DSG (Jetta Highline).
Neste mesmo ano, atendendo a principal reclamação dos consumidores das versões mais básicas, a VW passou a equipar o Jetta com o motor 1.4 16V Turbo (TSI) de 150 cv com etanol/gasolina do Golf, tirando de linha o motor 2.0 de 8 válvulas, que só tinha 120 cv com etanol.
Versões disponíveis no mercado brasileiro
- Highline que atualmente compete com Audi A3 Sedan, Ford Fusion 2.5, Kia Optima, Hyundai Sonata, entre outros.
- Trendline/Comfortline concorrente de Honda Civic, Toyota Corolla, Chevrolet Cruze e Peugeot 408.
- Variant (modelo deixou de ser importado, foi substituído pelo Golf Variant. A nova geração chegou ao mercado brasileiro em maio de 2015).

## Jetta Variant
A 5ª e a 6ª geração da perua da família Golf foram comercializadas no Brasil como Jetta Variant, isto ocorreu também em outros países como a Argentina e os Estados Unidos. Em 2015 a 7ª geração veio com o nome de Volkswagen Golf Variant, padrão que se tornou internacional.

## Motorização
- 1.4 TSI Gasolina de 4 cilindros TURBO de 150 cavalos e 25,5 m.kgf de torque a partir de 1500 rpm (Jetta Comfortline)
- 2.0 EA888 Gen2 TSI Gasolina de 4 cilindros TURBO de 211 cavalos com 28,6 m.kgf torque a partir de 2000 rpm (Jetta Highline Após Março/2013 (fabricação))
- 2.0 EA888 Gen1 TSI Gasolina de 4 cilindros TURBO de 200 cavalos com 28,5 m.kgf torque a partir de 1700 rpm (Jetta Highline Até Março/2013 (fabricação))
- 2.0 EA113 Flex de 4 cilindros 116 cavalos com 17,7 m.kgf de torque a 4500 rpm com gasolina e 120 cavalos e 18,4 m.kgf de torque com etanol (Descontinuado)
- 2.5 Gasolina de 5 cilindros 170cv (Anteriormente 150cv) com 24,5 m.kgf de torque (Descontinuado)

## Desempenho

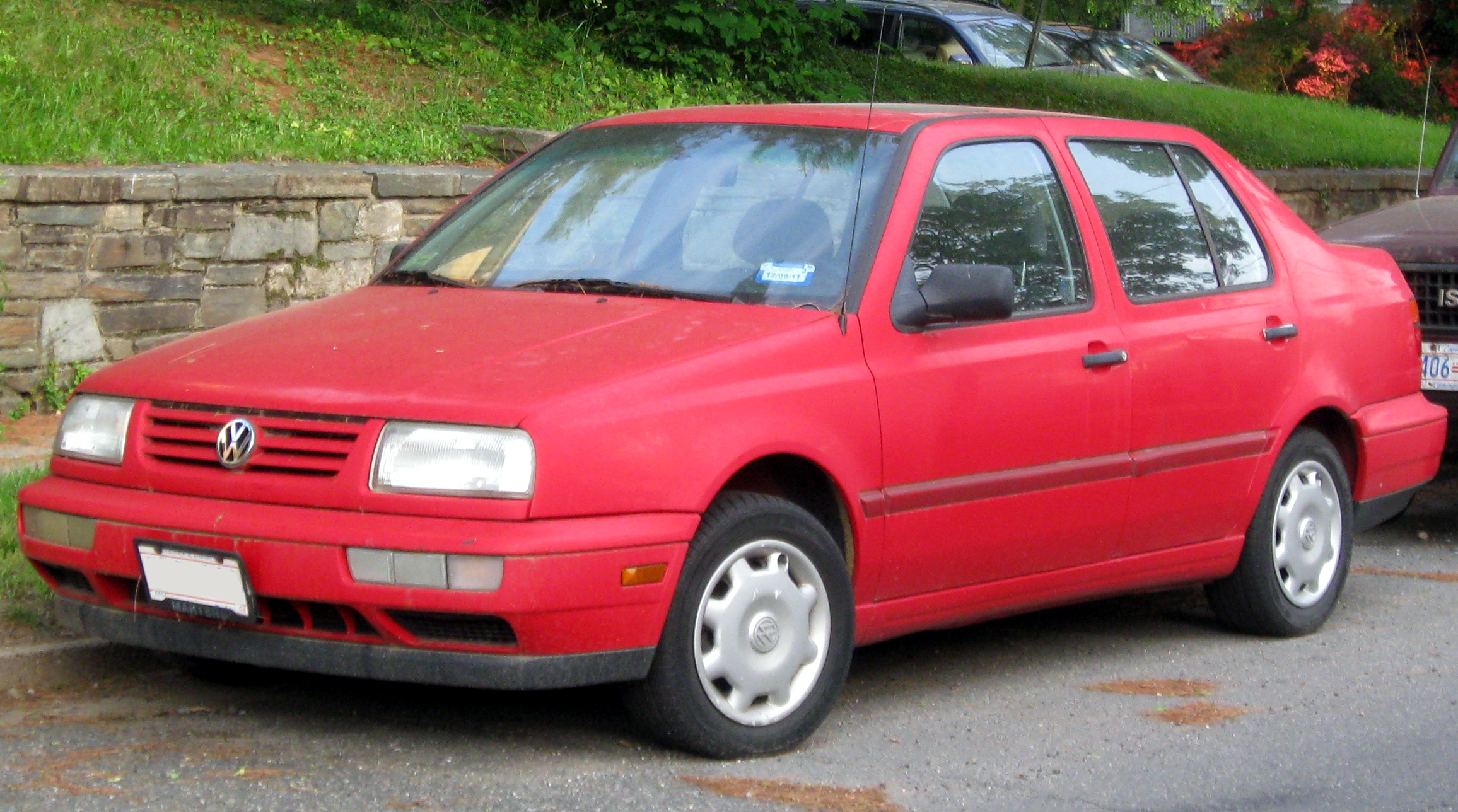
Jetta produzido entre 1996 e 1998.

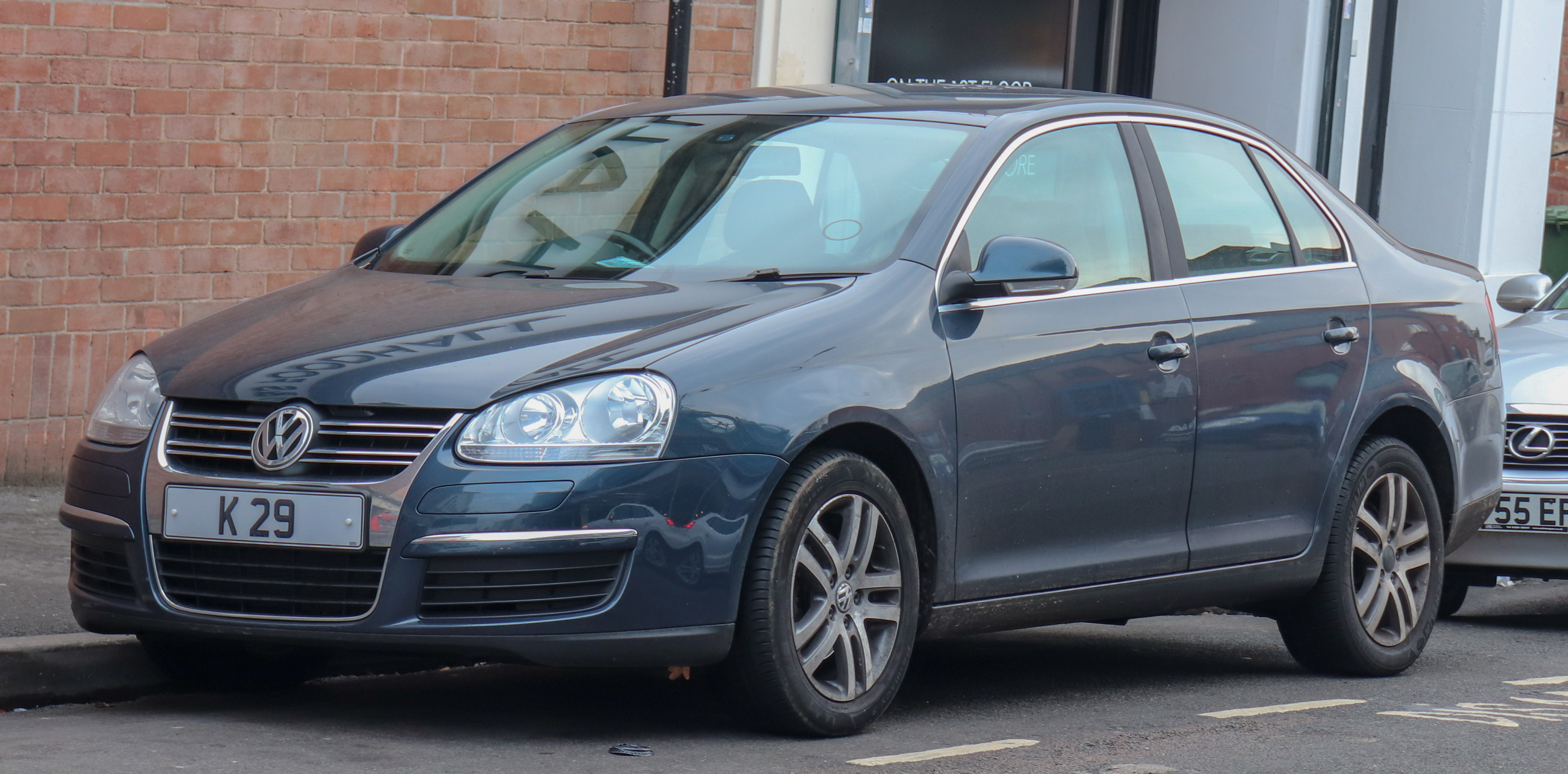

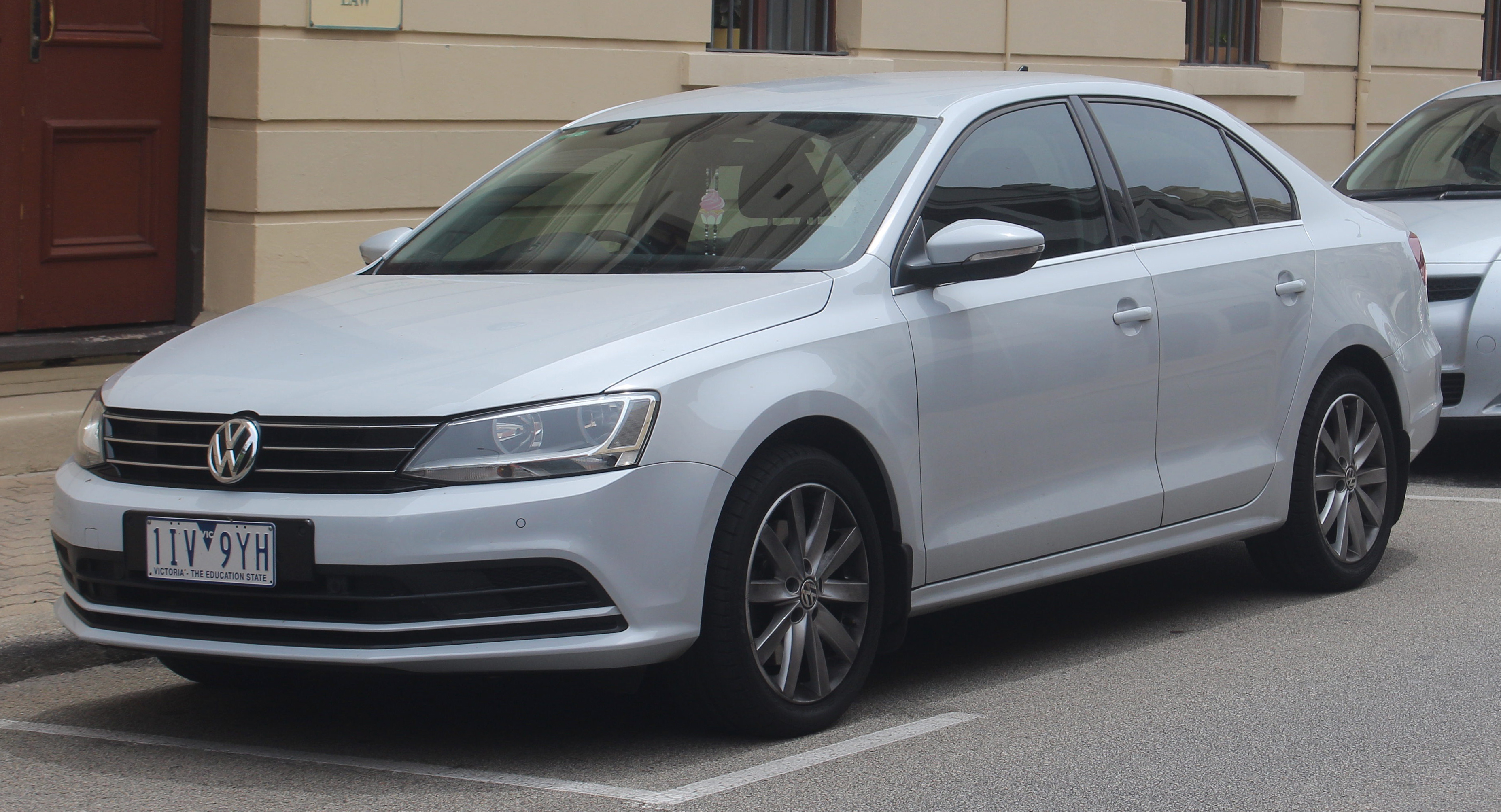

- Jetta Variant com motor 5 cilindros de 170cv faz 0–100 km/h em 8,9s e 201 km/h. (Gasolina)
- Jetta Highline DSG com motor TSI Turbo de  211cv faz 0–100 km/h em 7,1s e 241 km/h. (Gasolina)
- Jetta Highline DSG com motor TSI Turbo de  200cv faz 0–100 km/h em 7,2s e 238 km/h. (Gasolina)
- Jetta Comfortline com  motor TSI Turbo 1.4 de 150cv faz 0–100 km/h em 8,6s e 195 km/h. (Gasolina)
- Em comparação com outros modelos relacionados, o VW Jetta TSi de 211cv e 28,6 kgfm tem a aceleração e a velocidade final mais rápidas.
- O Jetta 2.5 foi eleito em Junho de 2009 pela Car and Driver o melhor sedã de sua classe, combinando tecnologia e demais aspectos.

## Equipamentos (Brasil)

### De série
- Câmbio Automático DSG de 6 marchas (Jetta Highline)
- Câmbio Automático Tiptronic de 6 marchas (Jetta Comfortline)
- Computador de bordo
- Faróis Bi-Xenon (Jetta Highline)
- Bancos em Couro preto com aquecimento (Jetta Highline)
- Bancos em Tecido (Jetta Comfortline)
- Ar-condicionado digital Dual-Zone (Jetta Highline)
- Ar-condicionado automático (Jetta Comfortline)
- Direção Elétrica (Jetta Highline)
- Hidraulica (Jetta Comfortline)
- ASR (Controle de tração) e ESP (Controle de Estabilidade) (Jetta Highline)
- 6 Air-Bags (Jetta Highline), 4 Air-Bags (Jetta Comfortline)
- Discos ventilados nas quatro rodas com ABS e EBD
- Sensor de estacionamento traseiro (Jetta Comfortline)
- Sensor de estacionamento traseiro/dianteiro (Jetta Highline)
- Som RNS 315 com sistema de navegação integrado (Jetta Highline)
- Rodas 17 polegadas com pneus de alta performance (Jetta Highline)
- Comandos no volante (Jetta Highline)
- Aux-in e USB (Jetta Highline)
- Bluetooth (Jetta Highline)

### Opcionais
- Teto-solar elétrico (Jetta Highline/Jetta Comfortline)
- Banco do Motorista Elétrico com aquecimento (Jetta Highline/Jetta Variant)
- Som RCD - 510 (Jetta Comfortline)
- Som RNS - 315 (Highline)
- Faróis com Led e Bi-Xenon (Jetta Highline)
- Rodas Queensland Preta (Jetta Highline)
- Sistema de Partida no Botão Keyless (Jetta Highline)
- Bancos em Couro Bege (Jetta Highline)
- Bancos em Couro Bege Escuro (Jetta Highline)
- Bancos em Material Sintético Bege (Jetta Comfortline)
- Bancos em Material Sintético Bege Escuro (Jetta Comfortline)
- Bancos em Material Sintético Preto (Jetta Comfortline)
- Pintura Metálica

## Problemas Crônicos

### Jetta MK5 (2.5)
- Fechaduras das portas: Grande parte dos modelos, apresenta problemas nas travas elétricas, mantendo as mesmas travadas ou destravadas.
- Membrana anti-chamas: Alguns veículos rasgam tal membrana, tornando sua operação áspera.
- Forro do teto moldado: Mesmo em veículos com pouca exposição solar, é comum a criação de bolhas no tecido do teto.

### Jetta MK6

#### Highline TSI 200cv
- Fechaduras das portas: Grande parte dos modelos, apresenta problemas nas travas elétricas, mantendo as mesmas travadas ou destravadas.
- Bobinas: As peças com código de referência (sem letra), final A ou final B, costumam queimar prematuramente. É necessário substituí-las pelo modelo de final F para solucionar completamente o problema.
- Forro do teto moldado: Mesmo em veículos com pouca exposição solar, é comum a criação de bolhas no tecido do teto.

#### Highline TSI 211cv
- Fechaduras das portas: Grande parte dos modelos, apresenta problemas nas travas elétricas, mantendo as mesmas travadas ou destravadas.
- Forro do teto moldado: Mesmo em veículos com pouca exposição solar, é comum a criação de bolhas no tecido do teto.

## Preparações Típicas
Para os upgrades de potência, são utilizados dois artifícios, remap ou piggyback.

### Remap
Consiste em alterar o mapa existente na central do veículo para que novos parâmetros sejam empregados. Nesta modalidade podem ser alterados não apenas características de desempenho, como também funções do carro, tais como modos de condução ou controle de arrancada.

### Piggyback
O piggyback é um módulo eletrônico adicional externo. Sua instalação é feita redirecionando uma série de sensores para o aparelho e entregando valores recalculados para o veículo. Este método é muito utilizado em veículos turbo pois além de extrair uma potência satisfatória, mantém todas as proteções originais do veículo.

### Estágios (Stages)
Para as preparações dos veículos modernos, a comunidade adotou a nomenclatura de estágios para facilitar a identificação dos níveis de desempenho e investimento nos veículos.

#### Stage 1
Neste estágio, é adicionado um filtro de ar de maior fluxo e utilizado um método de upgrade (remap ou piggyback). Neste estágio, os ganhos não são muito expressivos.

#### Stage 2
No segundo estágio, é utilizado qualquer método que não troque a turbina original. Normalmente são utilizados remap/piggyback, filtro esportivo de alto fluxo com CAI e downpipe. Alguns veículos empregam ainda o WMI (Water-Methanol Injection/Injeção de água e metanol)

#### Stage 3
No Brasil, este é normalmente o último ponto de preparação. Consiste na troca da turbina para uma de maior volume. Em alguns casos, quando a turbina visa mais de 400WHP, várias peças internas do motor precisam ser forjadas. Veículos desta categoria são normalmente do modelo TSI de 200cv, pois seu upgrade de turbina é simplificado.

## Galeria
- Primeira geração (1979-1984)
- Segunda geração (1984-1992)
- Terceria geração (1992-1999)
- Quarta geração (1999-2006)
- Quinta geração (2008-2010)
- Sexta geração (2010-2019)
- Sétima geração (2018-presente)